# Trichillidium caingua
Trichillidium caingua là một loài bọ cánh cứng trong họ Bọ hung (Scarabaeidae).